# Eucalyptus microcarpa
Espèce
Classification phylogénétique
eucalyptus microcarpa est une espèce de plantes à fleurs du genre Eucalyptus et de la famille des Myrtaceae. C'est un arbre originaire d'Australie.

## Description
C'est un arbre d'environ 25 m de haut à l'écorce persistante, grise avec des taches blanches.
les feuilles sont isolées, lancéolées, mesurant 8 à 15 cm de long sur 1 à 2 de large, vert foncé.
Les ombelles sont composées de 7 à 11 fleurs.

## Répartition
On le trouve sur la moitié est de l'Australie sauf en Tasmanie.